# Unaí (ort)
Unaí är en ort i Brasilien.   Den ligger i kommunen Unaí och delstaten Minas Gerais, i den sydöstra delen av landet, 130 km sydost om huvudstaden Brasília. Unaí ligger 582 meter över havet och antalet invånare är 60 202.
Terrängen runt Unaí är platt.
Omgivningarna runt Unaí är huvudsakligen savann. Runt Unaí är det glesbefolkat, med 17 invånare per kvadratkilometer.